# Охотница-Дольна (гмина)
Гмина Охотница-Дольна (пол. Gmina Ochotnica Dolna) — сельская гмина (волость) в Польше, входит как административная единица в Новотаргский повет, Малопольское воеводство. Население — 7877 человек (на 2004 год).

## Демография
Данные по переписи 2004 года:
| Перепись                         | Всего   | Всего | Женщины | Женщины | Мужчины | Мужчины |
| -------------------------------- | ------- | ----- | ------- | ------- | ------- | ------- |
| Единицы                          | человек | %     | человек | %       | человек | %       |
| Население                        | 7877    | 100   | 3905    | 49,6    | 3972    | 50,4    |
| Плотность населения (чел./кв.км) | 55,9    | 55,9  | 27,7    | 27,7    | 28,2    | 28,2    |

## Сельские округа
1. Млынне
2. Охотница-Дольна
3. Охотница-Гурна
4. Тыльманова

## Соседние гмины
1. Гмина Чорштын
2. Гмина Каменица
3. Гмина Кросценко-над-Дунайцем
4. Гмина Лонцко
5. Гмина Новы-Тарг